# 솔방
솔방 (Solvang)은 16척의 LPG 선단을 운용하는 노르웨이의 해운 회사이다. 1936년에 창립하였으며 본사는 스타방에르에 두고 있다.